# Schron w Ścianie pod Szczytem
Schron w Ścianie pod Szczytem – jaskinia, a właściwie schronisko, w Dolinie Chochołowskiej w Tatrach Zachodnich. Wejście do niej położone jest w Dolinie Iwaniackiej, w południowej ścianie pod szczytem Kominiarskiego Wierchu, na wysokości 1800 metrów n.p.m. Długość jaskini wynosi 10 metrów, a jej deniwelacja 3 metry.

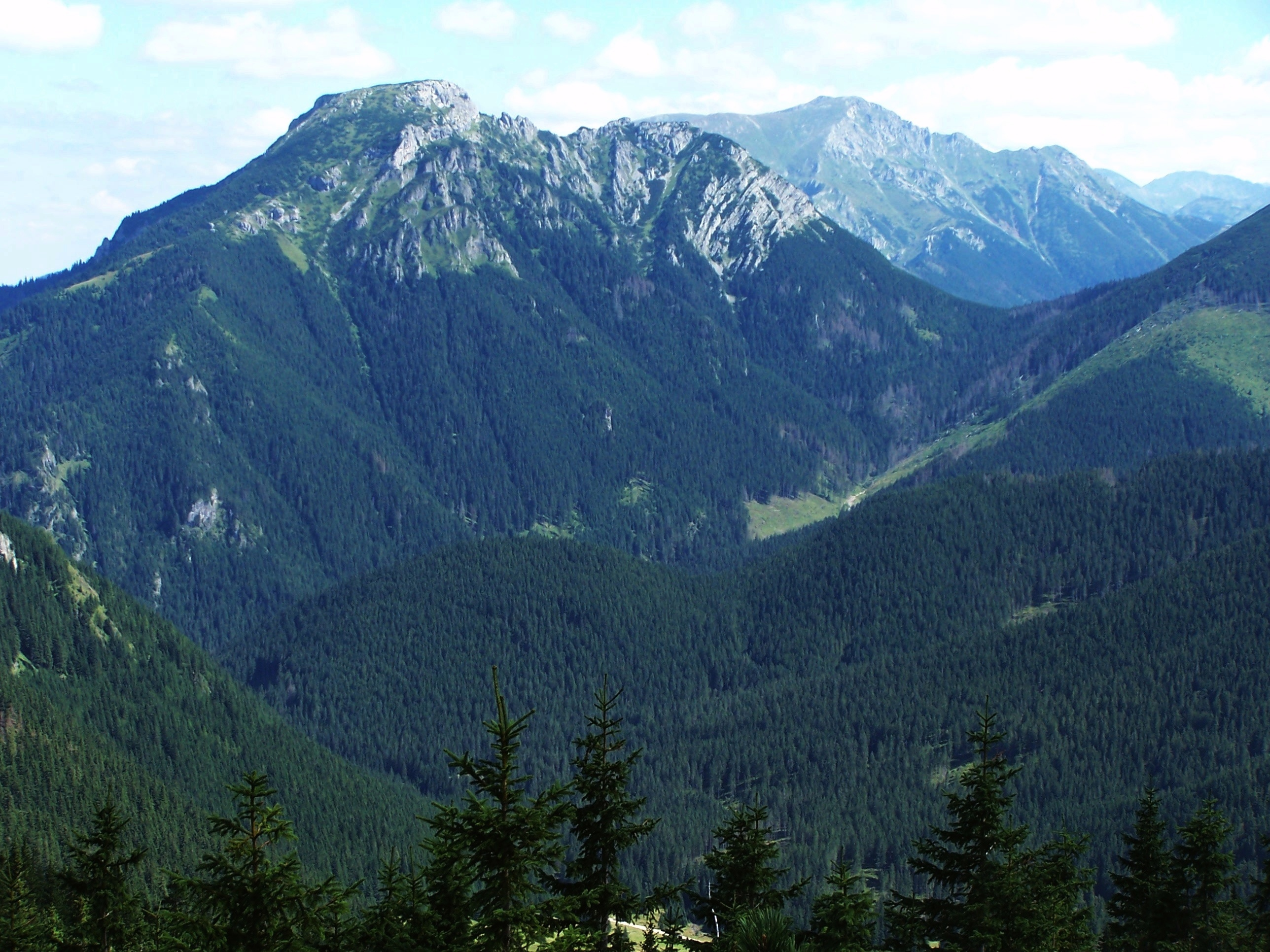
Dolina Iwaniacka pod masywem Kominiarskiego Wierchu

## Opis jaskini
Jaskinię tworzy niewielka komora, do której można się dostać z obszernego otworu wejściowego najpierw wąską szczeliną, a następnie idącym do góry korytarzem.

## Przyroda
W jaskini brak jest nacieków. Ściany są suche, rosną na nich mchy, porosty i glony.

## Historia odkryć
Jaskinia była prawdopodobnie znana od dawna. Nazwę nadał jej W. W. Wiśniewski w 1986 roku. Pierwszy plan i opis jaskini sporządzili A. Gajewska i K. Recielski w 2003 roku.